# Mathieu Sourisseau
Mathieu Sourisseau est un guitariste et multi-instrumentiste de jazz français.

## Biographie
Mathieu Sourisseau évolue au sein de plusieurs groupes de jazz comme La Friture moderne, Trio Mathieu Sourisseau, À la trappe, Catz. Il collabore ensuite avec le groupe toulousain Le Tigre (des platanes) sur leur premier album Zèraf ! publié en 2008. Il fait alors la rencontre de la chanteuse éthiopienne Eténèsh Wassié avec laquelle il mène en 2010 un projet musical soutenu par le label Buda Musique aboutissant à la publication de l'album Belo belo où sont regroupés des poèmes chantés par Wassié,. Il cesse sa collaboration avec Le Tigre en 2017.
Au sein de La Friture moderne, Mathieu Sourisseau joue du soubassophone, de la guitare et chante ; au sein du Tigre (des platanes) et en duo avec Eténèsh Wassié, il joue exclusivement de la basse acoustique.

## Discographie
- 2006 : Éve et Adam avec La Friture moderne
- 2007 : Avec les dents avec Le Tigre (des platanes)
- 2008 : Zèraf ! avec Le Tigre (des platanes)
- 2010 : Pour en finir avec 69 avec La Friture moderne
- 2010 : Belo belo avec Eténèsh Wassié
- 2013 : Disappearing avec Le Tigre (des platanes)
- 2018 : Yene alem avec Eténèsh Wassié et Julie Läderach (violoncelle)